# Sieglinde Bräuer
Sieglinde Bräuer (Bad Hofgastein, 13 settembre 1942 – Piesendorf, 19 febbraio 2012) è stata una sciatrice alpina austriaca naturalizzata tedesca che gareggiò per le nazionali austriaca e tedesca occidentale.

## Biografia
Sciatrice polivalente con maggior propensione alle prove tecniche, Sieglinde Bräuer debuttò in campo internazionale in occasione dello slalom gigante del Patscherkofel del 1º maggio 1958 (8ª); nel 1959 si classificò 2ª nel primo slalom gigante e 3ª assoluta al Grand Prix du Maurienne (La Toussuire, 5-6 aprile) e nel 1961 si piazzò 2ª nello slalom speciale del Grand Prix du Chamonix (Chamonix, 23-26 febbraio), 2ª nel secondo slalom gigante delle Drei-Gipfel-Rennen (Arosa, 25-26 marzo), 3ª nello slalom gigante del Patscherkofel (2 aprile) e 3ª nello slalom gigante dell'Otto Linher Memorial (Zürs, 16 aprile).
Nel 1962 fu 2ª nello slalom speciale del Damenpokal (Oberstaufen, 5 gennaio), 3ª in quello delle Silberkrugrennen (Badgastein, 17-19 gennaio) e 8ª in quello dei Mondiali di Chamonix 1962 (14 febbraio), sua unica partecipazione iridata; nel 1963 si classificò 3ª nello slalom speciale di Oberstaufen del 5 gennaio. Nel 1965-1966, sua ultima stagione agonistica, Sieglinde Bräuer lasciò la nazionale austriaca per passare a quella tedesca occidentale; si congedò dalle competizioni in occasione del trofeo Arlberg-Kandahar di quell'anno (Mürren, 11-13 marzo), dove si piazzò 20ª nella discesa libera, 8ª nello slalom speciale e 7ª nella combinata. Non prese parte a rassegne olimpiche.

## Palmarès

### Campionati austriaci
- 9 medaglie:
  -  4 argenti (discesa libera, combinata nel 1961; slalom speciale nel 1962; slalom speciale nel 1965)
  -  5 bronzi (slalom gigante nel 1961; combinata nel 1962; combinata nel 1964; slalom gigante, combinata nel 1965)[senza fonte]